# Љубомир Каљевић
Љубомир Каљевић (Ужице, 26. септембар/8. октобар 1841 — Београд, 20. март/2. април 1907) био је српски политичар. Каљевић је био председник владе Србије и посланик Србије у Букурешту и Атини.

## Биографија
Рођен је у угледној и богатој породици. Отац Љубин био је за време владавине кнеза Александра Карађорђевића судија у Ужицу и учесник Српског покрета у Војводини 1848–1849. године као добровољачки старешина. Гимназију је Љубомир завршио у Београду, а студирао државне науке у Хајделбергу и Паризу. По повратку у Србију издавао је 1867–1870. лист Србија, једини опозициони лист кнезу Михаилу око кога се окупила сва либерална интелигенција. За народног посланика је први пут изабран 1871. године. Политички лист Будућност почео је да издаје 1873. године. Трошио је свој наслеђени новац на политичке и партијске сврхе.
Министар финансија био је од 25. новембра 1874. до 20. јануара 1875. године. Председник је владе и министар унутрашњих дела од 26. септембра 1875. до 24. априла 1876. године. Ова влада, састављена од млађих либерала и конзервативаца, припремала је ослободилачки рат са Турском. Издала је либералне законе о штампи и општинама. Почетком 1878. године је преко Земуна пребегао у Беч, где је био политички емигрант. Тако је избегао хапшење због наводне умешаности у "Тополску аферу", када је стрељан потпуковник Јеврем Марковић.
Касније је био начелник у министарству финансија, писао за новине Петра Карађорђевића, био је један од оснивача Напредне странке 1881, посланик у Букурешту 1881–1886. и Атини 1886–1889. године, државни саветник 1895–1907, потпредседник Сената 1901. године. Као велики карађорђевац, постао је министар иностраних дела у превратничком кабинету 29. маја 1903, после убиства краља Александра Обреновића, и остао то до 21. септембра 1903. године.
По Милану Јовановићу - Стојимировићу, хроничару Београда, Љубомир Каљевић је био: увек дискретан и у сенци, не тражећи за себе ништа, објективан, прибран и одређен, лишен сујете, сув и конкретан логичар који истину не жртвује ничему.
Био је ожењен Софијом, кћерком имућног београдског адвоката Саве Гајиновића. Написао је аутобиографску књигу Моје успомене (1908).
Додељен му је Орден Таковског крста првог степена.